# Greatest Hits (álbum de Alabama)
Greatest Hits é um álbum de Alabama, lançado em 1986.